# Mořenovité

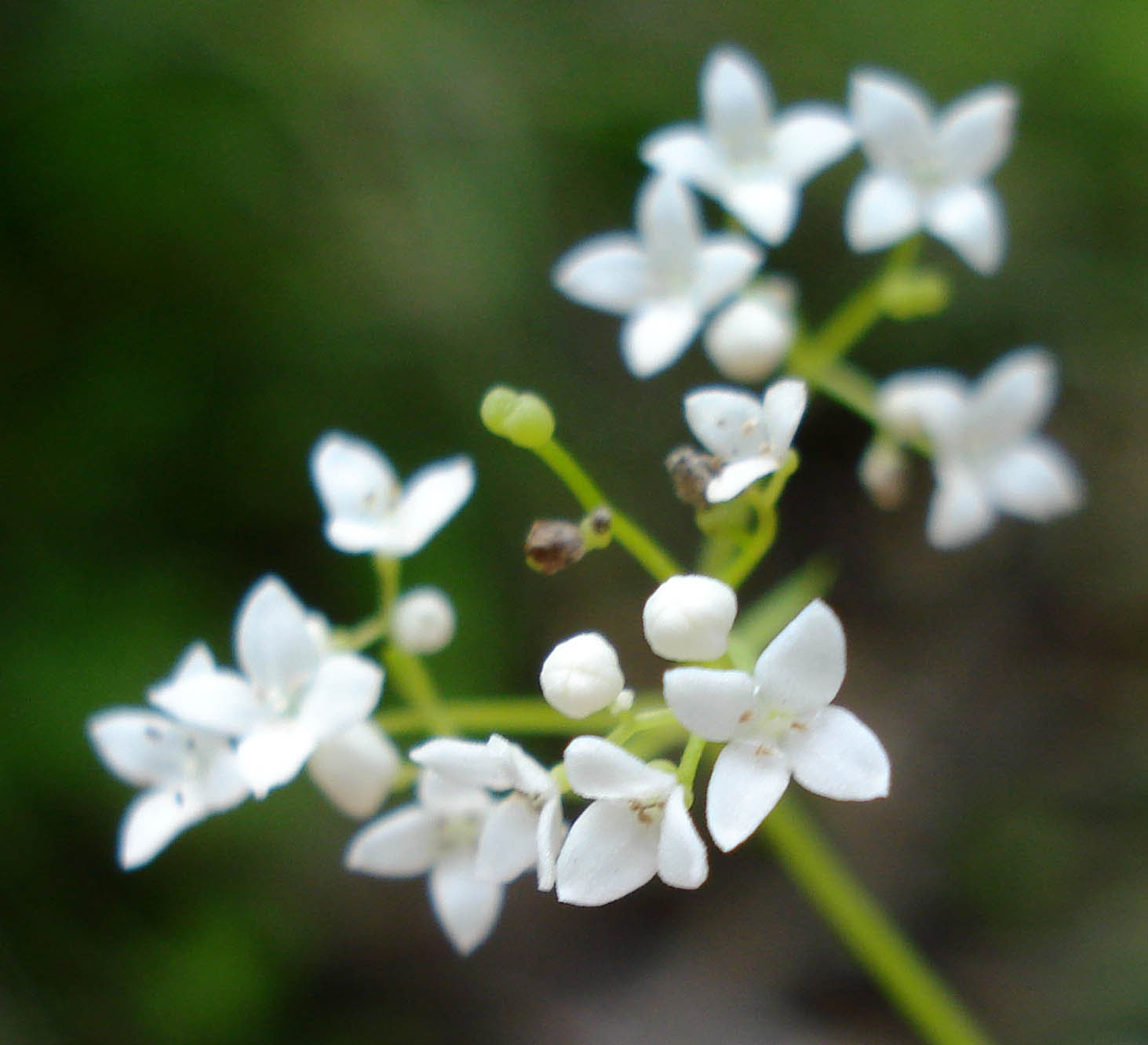
Květy svízele slatinného

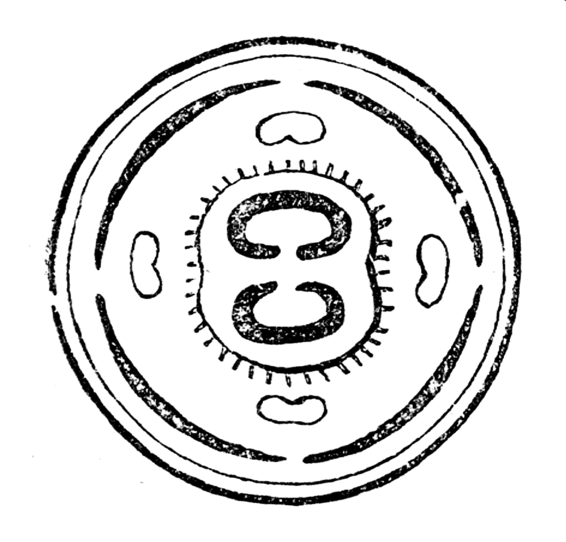
Květní diagram svízele vonného

Mořenovité (Rubiaceae) je čeleď vyšších dvouděložných rostlin z řádu hořcotvaré (Gentianales). Mořenovité jsou 4. největší čeledí kvetoucích rostlin a jsou celosvětově rozšířeny. Nejvíce druhů roste v tropech, kde jsou to převážně dřeviny. V květeně České republiky je čeleď zastoupena 4 bylinnými rody: svízel, svízelka, mařinka a bračka.
Pro většinu dřevnatých druhů jsou charakteristické vstřícné listy s palisty a trubkovité květy. Druhy rostoucí v České republice mají přeslenité listy a drobné čtyřčetné květy.
Nejvýznamnější plodinou z této čeledi je kávovník. Mnohé jiné druhy mají lékařský a farmaceutický význam (zejména chinovník a řemdihák plstnatý) a jsou především zdrojem rozličných alkaloidů. Z některých druhů jsou získávána barviva nebo třísloviny.

## Charakteristika
Mořenovité jsou převážně keře a stromy, méně byliny nebo liány. Jsou to převážně terestrické (pozemní) rostliny, řidčeji epifyty a výjimečně i vodní rostliny (Limnosipanea, Spermacoce).

### Listy a stonky
Listy jsou vstřícné nebo vzácněji přeslenité, jednoduché, vždy celokrajné, celistvé nebo výjimečně (Pentagonia) laločnaté, s palisty.
Charakteristickým znakem čeledi jsou palisty, pro jednotlivé rody často charakteristického tvaru a umístění. U převážné většiny zástupců jsou 2 palisty umístěny protistojně mezi bázemi řapíků vstřícných listů (interpetiolární), řidčeji na bázi řapíku (intrapetiolární) nebo jsou palisty 4. Svízel (Galium) má palisty zvětšené a podobné listům. Zástupci některých dřevnatých rodů (Rustia, Tresanthera, Heterophyllaea) mají na listové čepeli žlázky v podobě průsvitných teček.

### Květy a plody

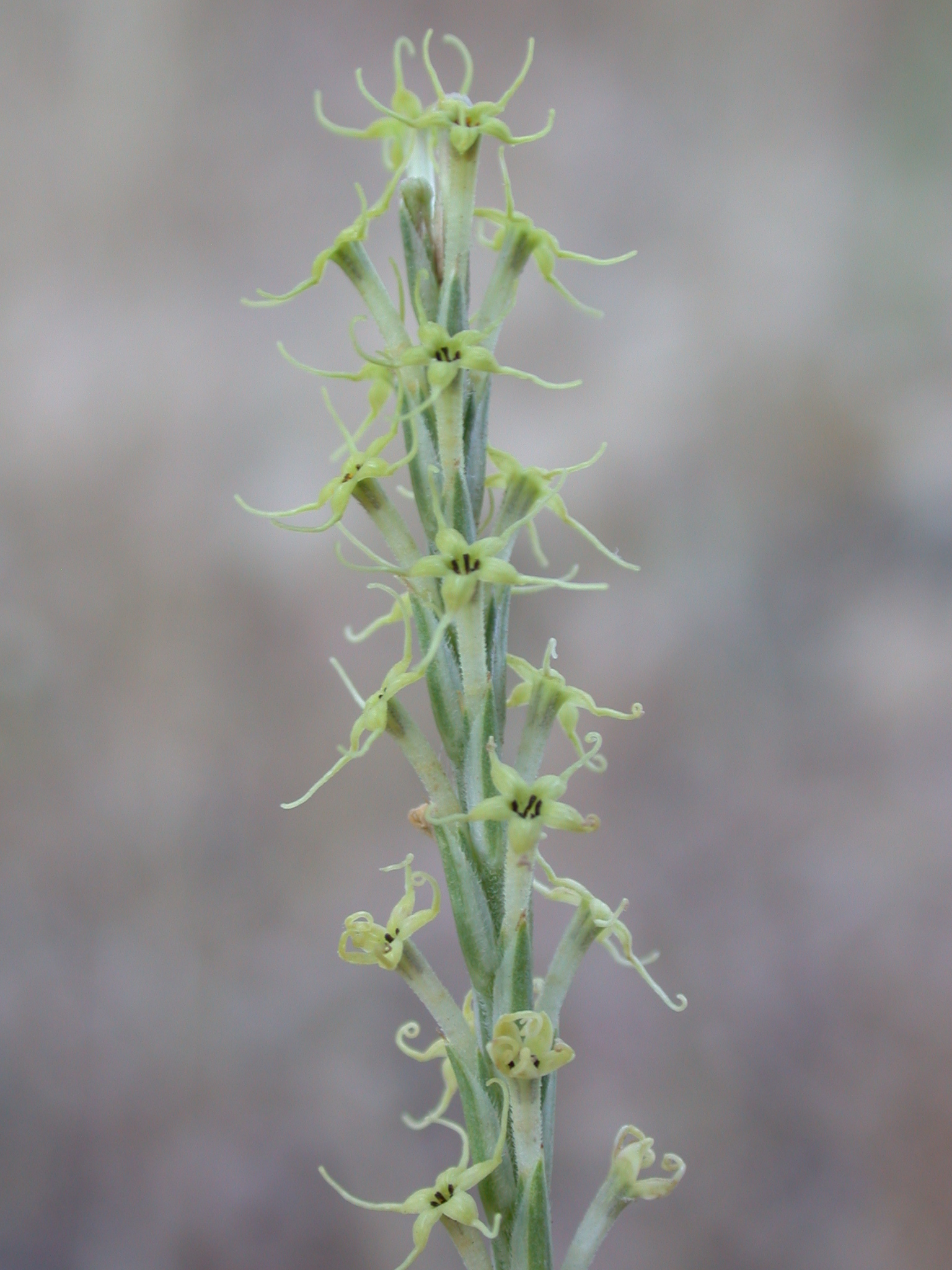
Neobvyklé květy Crucianella macrostachya

Rostliny jsou většinou jednodomé s oboupohlavnými květy, řidčeji dvoudomé. Květy jsou ve vrcholových nebo úžlabních květenstvích nejrůznějších typů, řidčeji jednotlivé. Květenství jsou u některých zástupců (zvláště sekce Cephaelis rodu Psychotria) podepřena nápadnými barevnými listeny. Květy jsou většinou pravidelné, 4 nebo 5četné, výjimečně vícečetné (až 15 u Riodocea).
kalich je krátce trubkovitý, číškovitý nebo redukovaný v nízký lem, s krátkými cípy. U některých rodů (zvláště Warszewiczia a Pogonopus) je jeden cíp kalicha zvětšený a nápadně zbarvený. U rodů Cosmocalyx a Phyllomelia se kalich v průběhu vývinu plodu zvětšuje a funguje jako křídlo. Korunní lístky jsou srostlé (volné jen u rodu Dialypetalanthus, často s dlouhou korunní trubkou. Tyčinek je většinou stejný počet jako korunních cípů a jsou přirostlé na bázi nebo u ústí koruny. Semeník je spodní, srostlý obvykle ze 2 plodolistů, se 2 až 9 komůrkami. Čnělka je jediná, jednoduchá nebo rozvětvená, řidčeji (svízel) jsou čnělky 2. Placentace je axilární, výjimečně parietální. Vajíček je 1 až mnoho. Častá je heterostylie. Plody jsou dužnaté či kožovité bobule, peckovice nebo tobolky různých typů, méně křídlatá nažka (samara) nebo poltivý plod (schizokarp). Semena jsou někdy křídlatá, na povrchu hladká nebo skulpturovaná, vždy s endospermem.

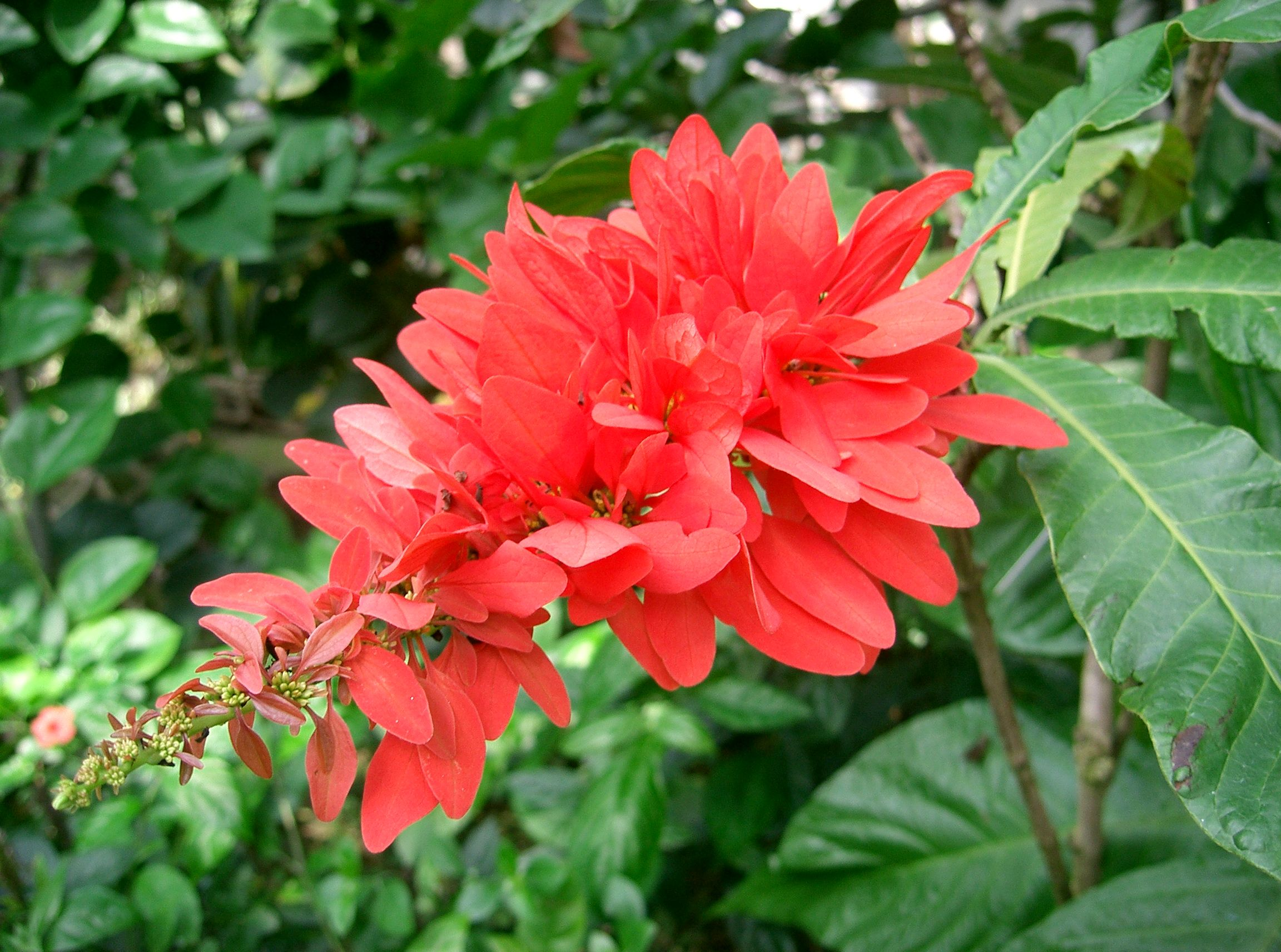
Květenství Warszewiczia coccinea
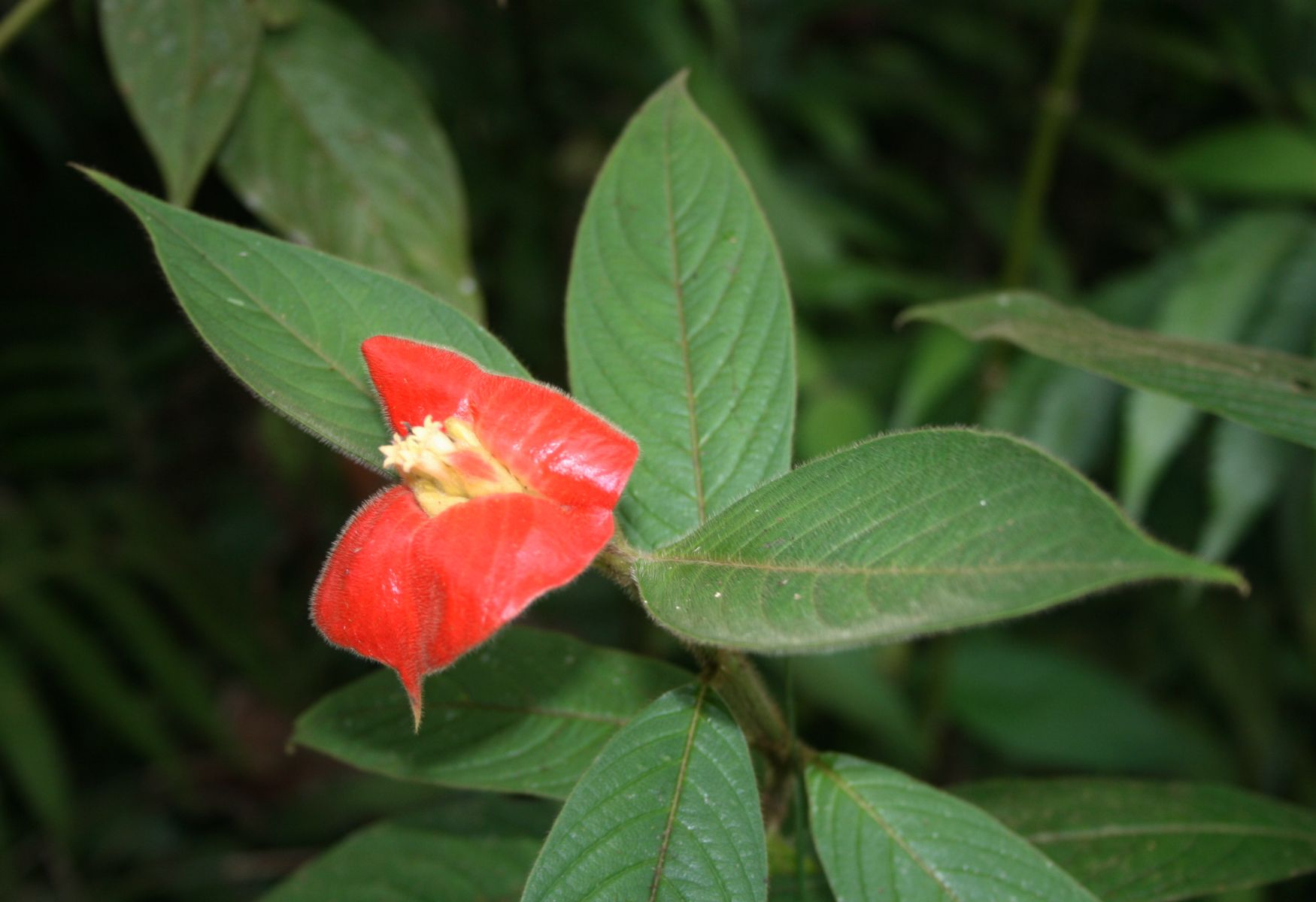
Květenství Psychotria poeppigiana
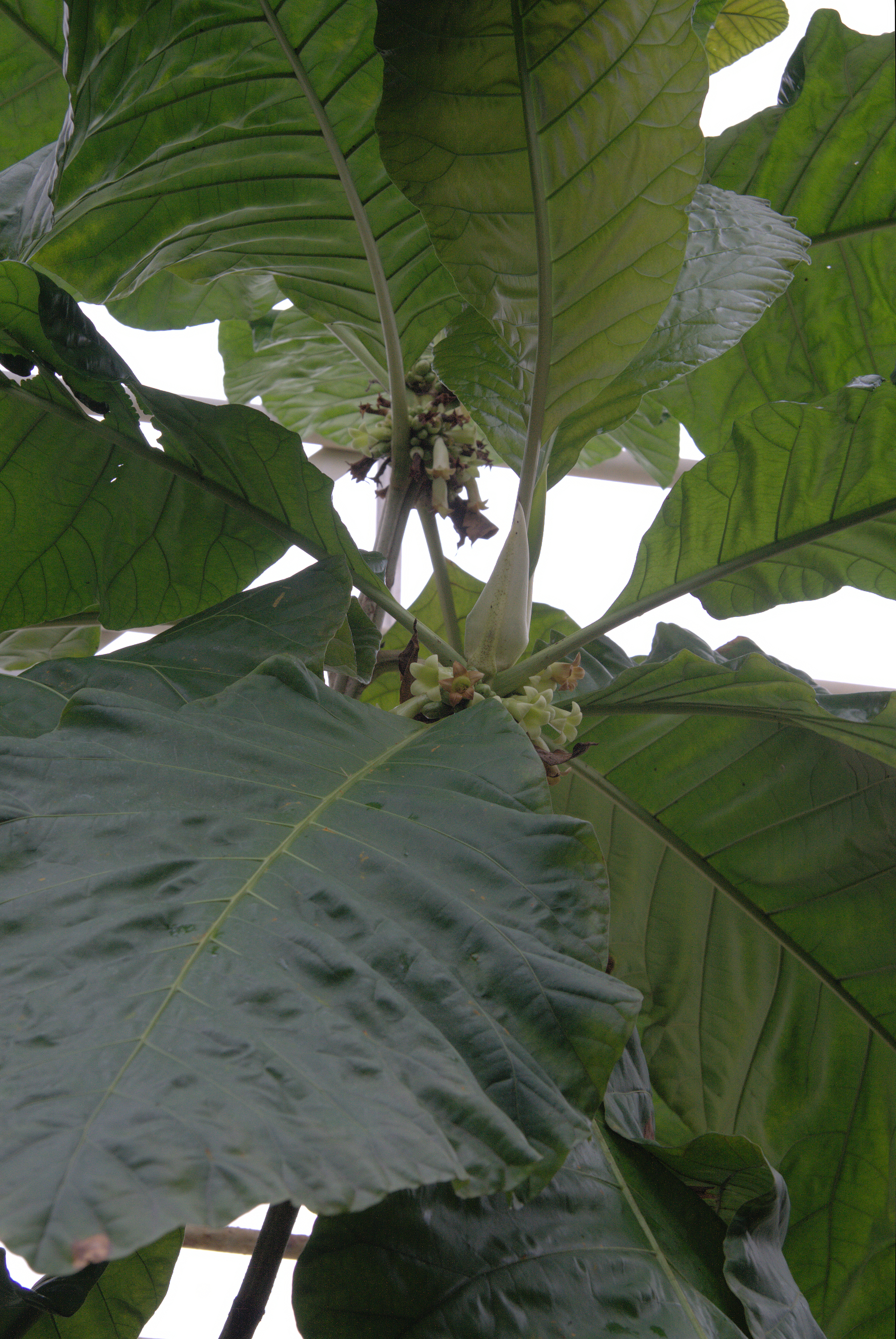
Pentagonia macrophylla
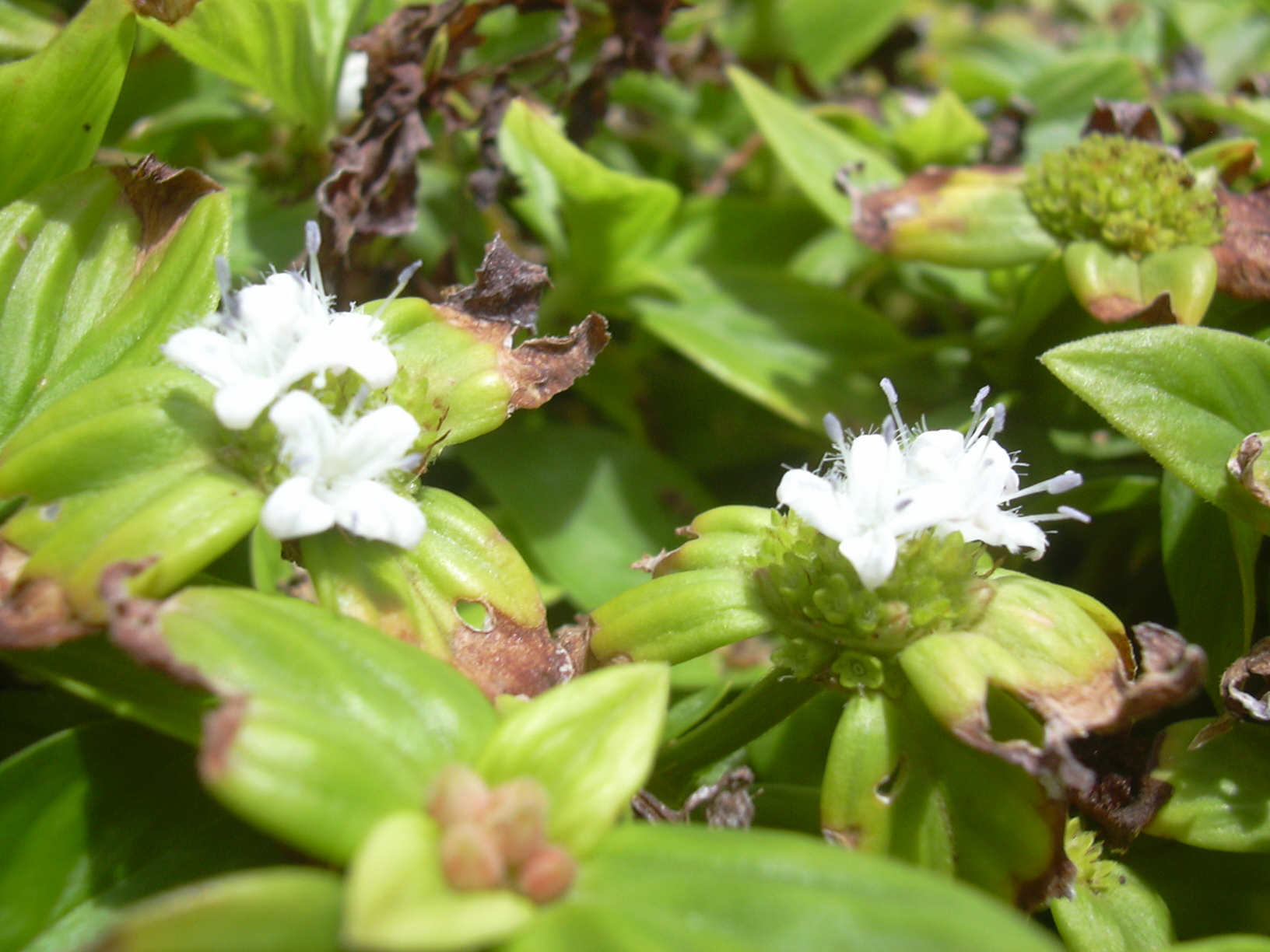
Spermacoce assurgens

## Rozšíření
Čeleď mořenovité je 4. největší čeledí kvetoucích rostlin. Zahrnuje přes 13000 druhů v asi 611 rodech. Zdaleka největším rodem je Psychotria (asi 1400 druhů). Další obsažné rody jsou svízel (Galium) a Pavetta (oba 400), Ixora (300), Spermacoce (275), Palicourea a Oldenlandia (oba 250), Rudgea (220), Faramea, Rondeletia, Hedyotis a Mussaenda (oba 200). Mořenovité jsou rozšířeny po celém světě. Největší druhové diverzity dosahují v tropech. Z celkového počtu 13000 druhů se jich přes 5000 vyskytuje v tropické Americe. V tropech jsou to převážně keře, jsou však mezi nimi i vzrostlé stromy dorůstající až 55 metrů výšky (např. Chimarrhis, Capirona, Calycophyllum, Platycarpum). V mírném pásu jsou zastoupeny bylinami nebo keříky.
V původní květeně České republiky je čeleď zastoupena 4 rody a 28 druhy: svízel (Galium, 21 druhů), svízelka (Cruciata, 3 druhy), mařinka (Asperula, 2 druhy + 1 vyhynulý) a bračka rolní (Sherardia arvensis). Některé další druhy svízelů a mořena barvířská (Rubia tinctorum)  bývají na území České republiky vzácně zavlékány. Svízel sudetský (Galium sudeticum) je český endemit.
V Evropské květeně jsou dále zastoupeny rody Callipeltis, Crucianella, Putoria a Valantia.

## Taxonomie
V minulých systémech byla čeleď řazena do řádu Gentianales (Dahlgren) nebo blízkého řádu Rubiales (Cronquist, Tachtadžjan). Mořenovité jsou tradičně dobře vyhraněnou čeledí. Výjimkou je rod Dialypetalanthus, řazený dříve v tradičních systémech do samostatné čeledi Dialypetalanthaceae v rámci řádu Rosales, Gentianales, Rubiales nebo Myrtales.
Podle současných molekulárních studií tvoří mořenovité bazální větev řádu Gentianales.
Čeleď je v současnosti dělena do 3 podčeledí:
- Rubioideae
- Cinchonoideae
- Ixoroideae

Pojetí rodů je v čeledi stále notoricky neustálené, zvláště v okruhu rodů Psychotria, Cephaelis a Palicourea. Různí autoři z nich odštěpují rozličné menší rody nebo je naopak slučují. Molekulárními metodami bylo zjištěno, že přinejmenším rod Psychotria v současném převládajícím pojetí je parafyletický.

## Ekologické interakce
Mořenovité jsou opylovány hmyzem, kolibříky nebo netopýry, některé druhy z tropů Starého světa i větrem. Květy Posoqueria z tropické Ameriky s až 27 cm dlouhou korunní trubkou jsou opylovány lišaji. Semena mořenovitých jsou šířena nejrůznějšími způsoby.
U této čeledi je poměrně častá myrmekofilie, tedy oboustranně prospěšný vztah s mravenci. Rostliny poskytují mravencům obydlí a ti je na oplátku chrání před býložravci. Nejznámější jsou asijské a australské epifytní rody Myrmecodia a Hydnophytum se stonkem zduřelým v hlízovitý útvar protkaný sítí dutinek, které mravenci obývají. Občas jsou pěstovány ve sbírkách sukulentů. Podobný útvar je i u příbuzných rodů Anthorrhiza, Myrmephytum a Squamellaria.
Různé druhy rodu Duroia mají na bázi listové čepele 2 spojené zbytnělé váčky, obývané mravenci Solenopsis corticolis a Brachymyrmex heeri. Podobné váčky mají i druhy Remijia physophora a Hoffmannia vesiculifera. Druh Duroia hirsuta má zbytnělá vrcholová internodia se vstupními otvory pro mravence obývající vnitřek stonku. Tito mravenci pravidelně sestupují na zem a likvidují semenáčky rostlin v okolí, které by mohly konkurovat hostitelské rostlině.
U mnohých druhů mořenovitých jsou na spodní straně listů drobná domatia obývaná roztoči. Podle studií podobných struktur u jiných rostlinných čeledí tito roztoči odstraňují z rostliny spory hub a mechorostů.
Na savanách venezuelské Guyany roste keř Palicourea rigida, chráněný před občasnými požáry silnou korkovou vrstvou na kmenech.

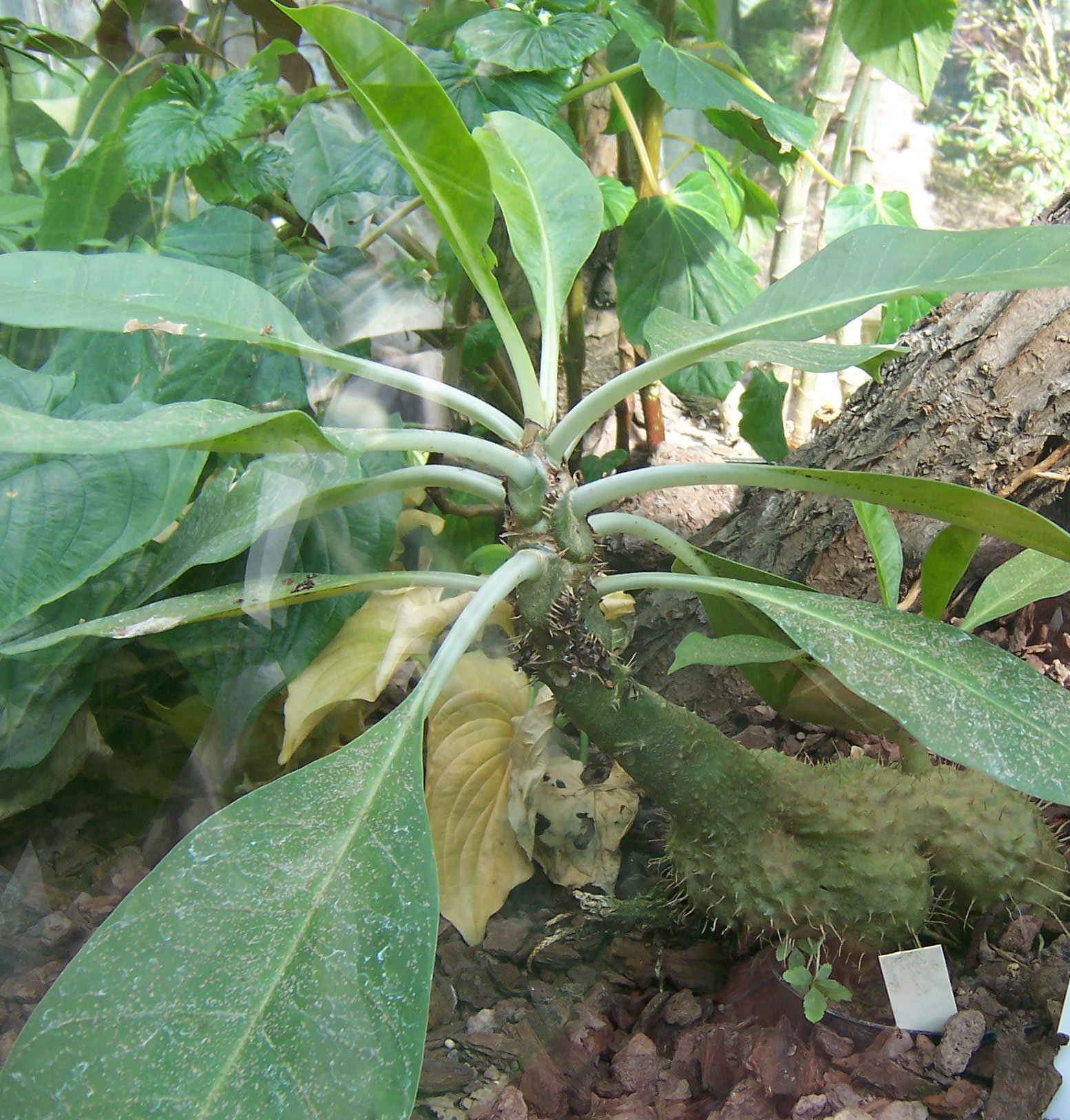
Myrmecodia platytyrea
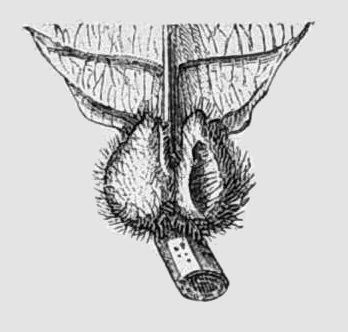
Domatia na listu Duroia saccifera
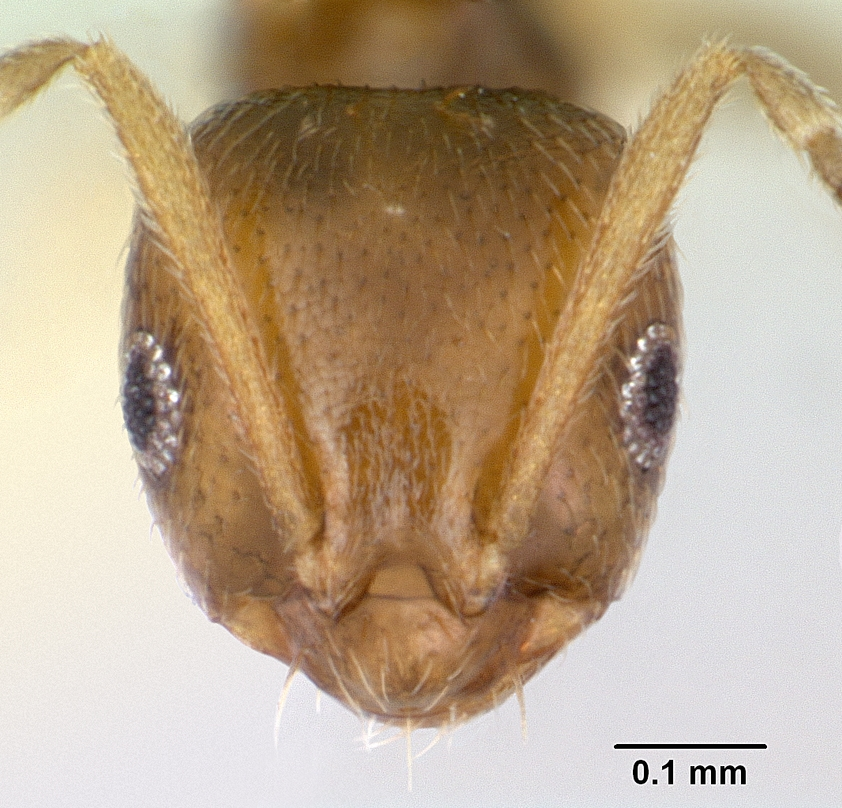
Mravenec Brachymyrmex heeri
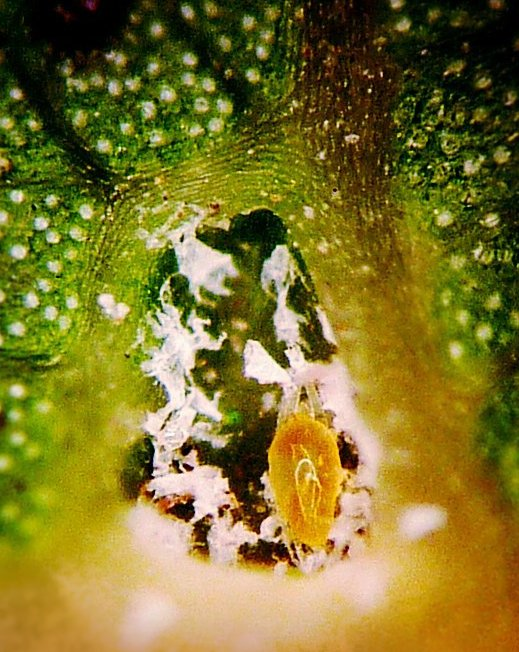
Roztoč v domatiu na spodní straně listu
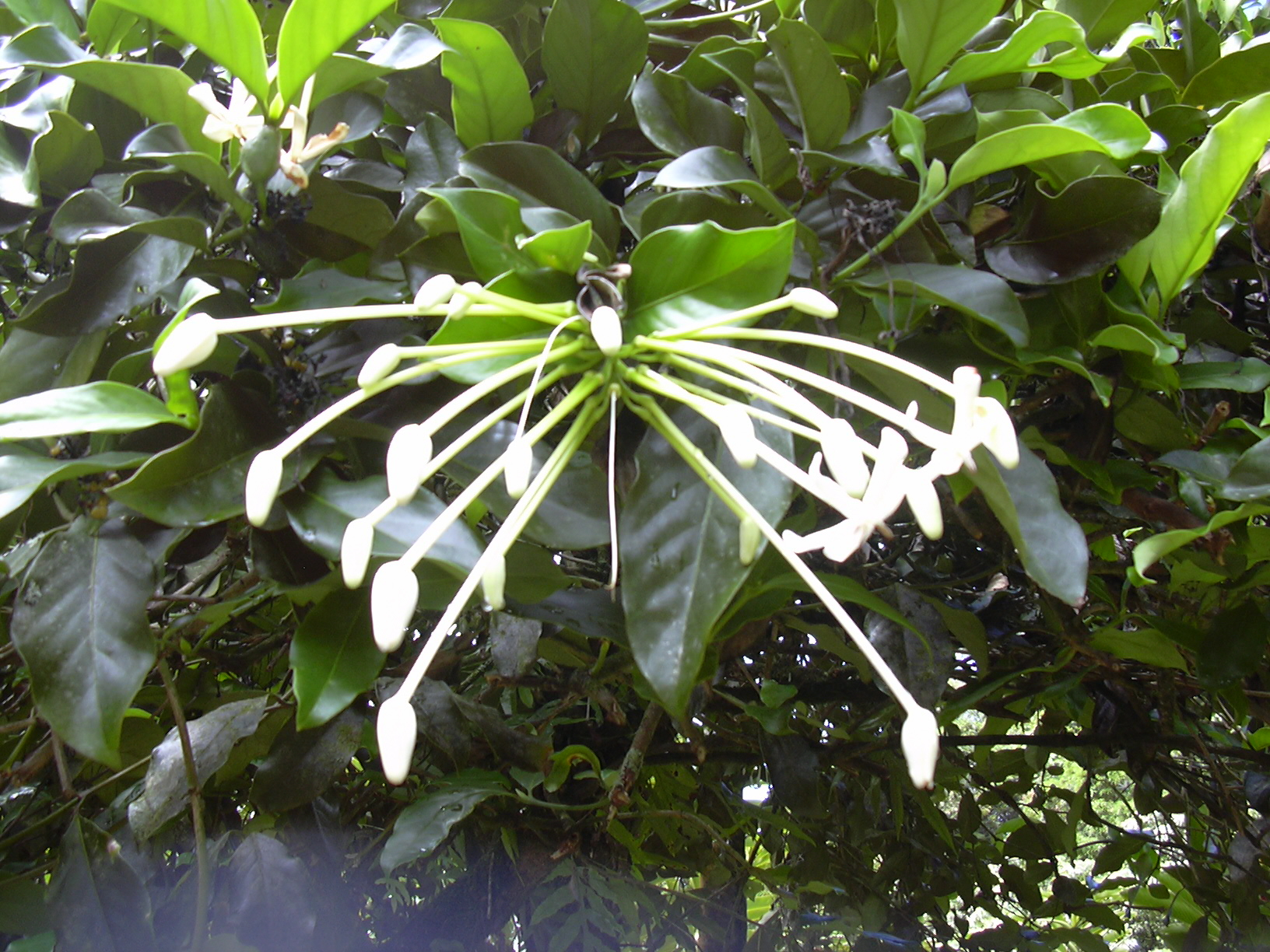
Kvetoucí Posoqueria latifolia

## Obsahové látky
Většina zástupců mořenovitých obsahuje alkaloidy. Mohou být přítomny ve všech částech rostliny, dokonce i v květech a pylu. Nejznámějšími alkaloidy získávanými z této čeledi jsou kofein a chinin. Nejčastěji jsou zastoupeny indolové alkaloidy, z medicínsky významných je to např. yohimbin v Pausinystalia yohimbe, borrerin a borreverin v Boreria verticillata, mitragynin v Mitragyna ledermannii, náležejí sem i alkaloidy z řemdiháku neboli vilcacory (Uncaria tomentosa a U. guianensis) rhynchofylin, hirsutin a mitrafylin. Dále jsou zastoupeny isochinolinové alkaloidy, např. emetin, cefaelin a psychotrin v Carapichea ipecacuanha, chinolinové alkaloidy, jako je chinin z chinovníku (Cinchona sp.) a purinové alkaloidy (kofein z kávovníku).
Běžný je obsah tělísek šťavelanu vápenatého v různých částech rostlin. Známou obsahovou složkou svízele vonného neboli mařinky (Galium odoratum) je kumarin.

Emetin, isochinolinový alkaloid obsažený v Carapichea ipecacuanha
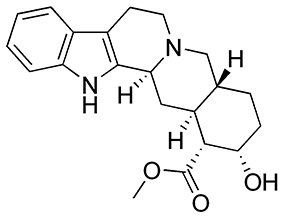
Yohimbin, indolový alkaloid z Pausynistalia yohimbe
Chinin, chinolinový alkaloid z chinovníku
Kofein, purinový alkaloid z kávy
Kumarin

## Zástupci
- alibercie (Alibertia)
- bračka (Sherardia)
- brotovec (Spermacoce)
- bujarník (Pausinystalia)
- cevenka (Posoqueria)
- danajka (Danais)
- dlouhokvětka (Exostema)
- duroia (Duroia)
- dutosemenka (Anthospermum)
- gardénie (Gardenia)
- genipa (Genipa)
- hadovka (Ophiorrhiza)
- hamelie (Hamelia)
- hamiltonie (Spermadictyon)
- hlavěnka (Cephaelis)
- hlavoš (Cephalanthus)
- hofmanie (Hoffmannia)
- houstonie (Houstonia)
- chinovník (Cinchona)
- isercie (Isertia)
- ixora (Ixora)
- kávovník (Coffea)
- koprosma (Coprosma)
- korálkovka (Nertera)
- kříženka (Crucianella)
- křižmolístka (Phuopsis)
- kyviéra (Cuviera)
- lukula (Luculia)
- manecie (Manettia)
- mařinka (Asperula)
- měkkohlav (Sarcocephalus)
- mičela (Mitchella)
- morinda (Morinda)
- mořena (Rubia)
- musaenda (Mussaenda)
- myonima (Myonima)
- nauklea (Nauclea)
- nonatelka (Nonatelia)
- obsíť (Hymenodictyon)
- oldenlandie (Oldenlandia)
- ostrokvět (Oxyanthus)
- palikurea (Palicourea)
- pederie (Paederia)
- portlandie (Portlandia)
- psychotrie (Psychotria)
- randie (Randia)
- remichie (Remijia)
- richardie (Richardia)
- rojok (Morinda)
- ronabea (Ronabea)
- rondelecie (Rondeletia)
- rotmanie (Rothmannia)
- serisa (Serissa)
- svízel (Galium)
- svízelka (Cruciata)
- tenkokožec (Leptodermis)
- timon (Timonius)
- unkárie (Uncaria, též řemdihák)
- ušatice (Hedyotis)
- valantka (Valantia)
- vangérie (Vangueria)
- víčkovka (Opercularia)
- warševicie (Warszewiczia)
- wendlandie (Wendlandia)[8]

## Význam
Nejznámějším a ekonomicky nejvýznamnějším produktem této čeledi je káva. Mořenovité obsahují celou paletu nejrůznějších alkaloidů a jsou proto využívány v medicíně a farmacii. Mnoho druhů také poskytuje barviva a jedlé plody většinou místního významu. Některé stromy se v tropech těží pro dřevo.

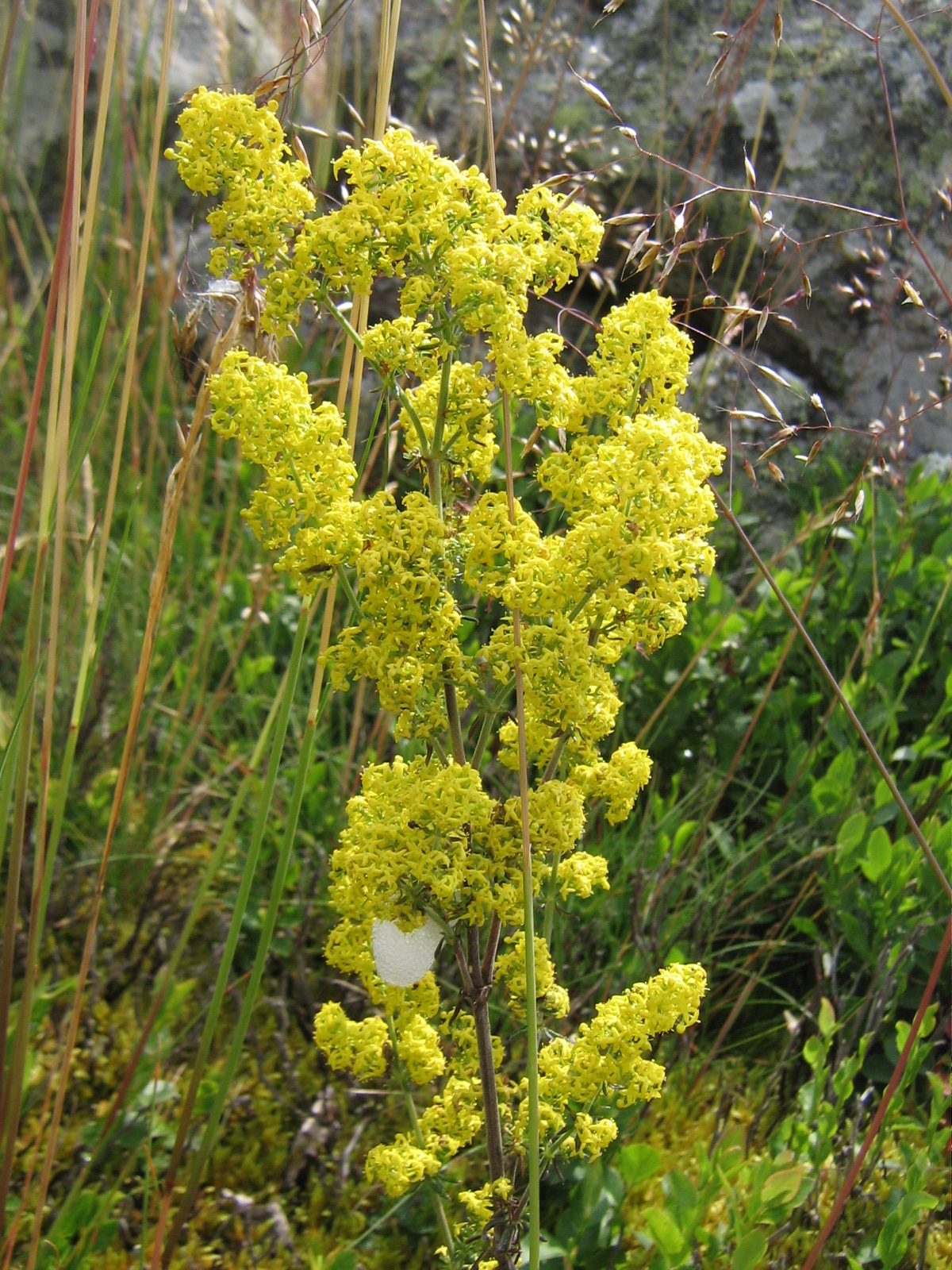
Svízel syřišťový (Galium verum)

### Léčiva
Před objevem syntetických antimalarik byl chinin jediným známým prostředkem proti malárii. Je získáván z rostlin rodu chinovník (Cinchona), případně i z některých dalších z této čeledi. Izolace chininu v roce 1820 stála u zrodu nového oboru: etnofarmakologie.
Emetikum ipecac je vyráběno z oddenků a kořenů brazilského druhu Cephaelis (Carapichea) ipecacuanha a středoamerického C. acuminata. Yohimbe je známým afrodiziakem. Je to extrakt z kůry afrického druhu Pausynistalia yohimbe. Psychotria viridis a několik příbuzných druhů je důležitou součástí amazonské halucinogenní směsi zvané ayahuasca. Řemdihák plstnatý (Uncaria tomentosa, vilcacora) je liána z tropické Ameriky. Obsahuje celou paletu alkaloidů nejrůznějších typů a jiné významné obsahové látky. Náleží mezi nejvýznamnější léčivé rostliny světa se širokým spektrem působení, působí i proti rakovině. Jihoamerické kmeny ji využívají již po tisíciletí. Také z některých dalších rodů mořenovitých (např. Pogonopus, Morinda) jsou získávány látky s protirakovinným účinkem.
V lidovém léčitelství v Českých zemích je svízel syřišťový (Galium verum) používán jako silně močopudný prostředek, antirevmatikum aj.
V africké medicíně jsou využívány např. Sarcocephalus latifolius při léčení cukrovky, Morinda lucida proti různým horečkám včetně malárie, kůra Crossopteryx febrifuga na průjmy, úplavici a horečky, kůra Mitragyna ledermannii a M. stipulosa na mnoho chorob jako úplavice, lepra a mnohé jiné Vangueria infausta na malárii, hadí uštknutí ap.
V indické ájurvédě je používán druh Tylophora asthmatica se silným antiastmatickým a antialergickým účinkem a Tylophora indica na úplavici. V Malajsii je využíván Oldenlandia diffusa na hadí uštknutí a dyzentérii.

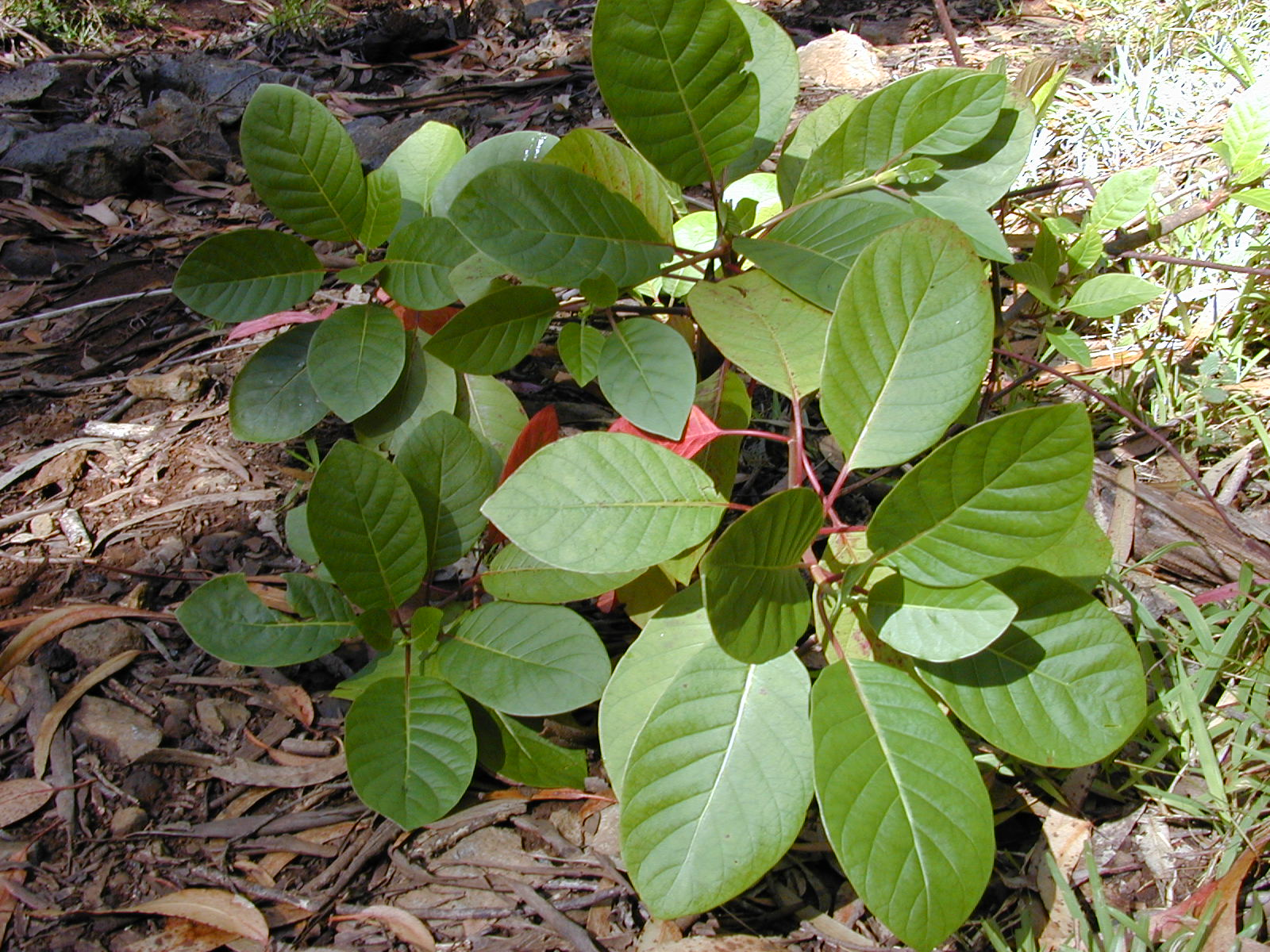
Větévka Cinchona pubescens
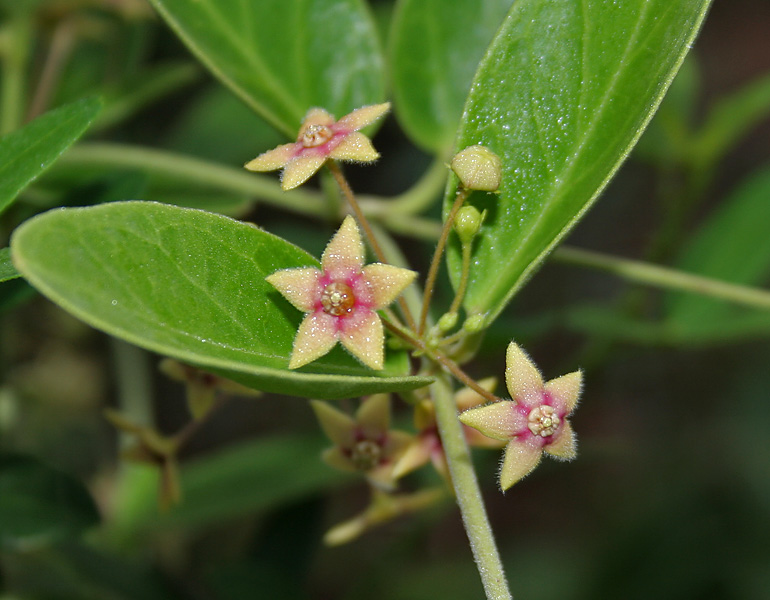
Kvetoucí Tylophora indica
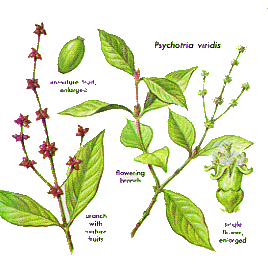
Psychotria viridis
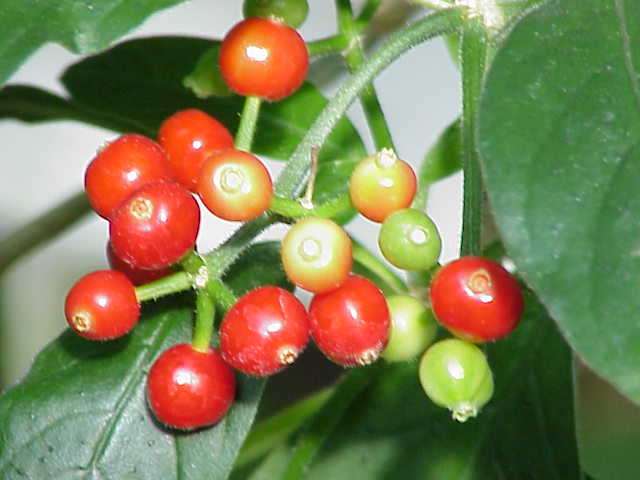
Plody Cephaelis acuminata
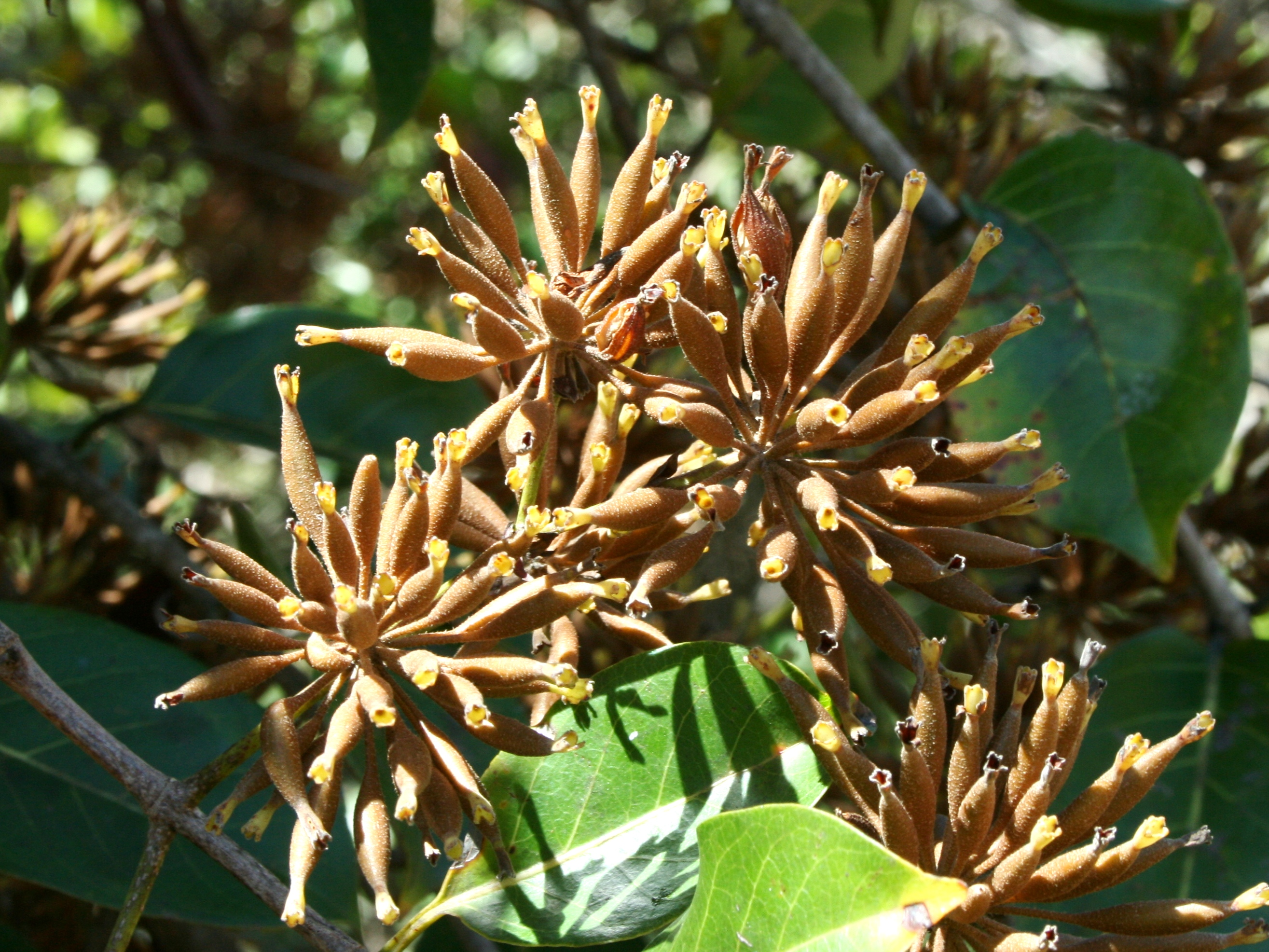
Plodící Uncaria guianensis

### Technické rostliny
Mnohé druhy mořenovitých poskytují žlutá, červená, modrá i černá barviva. Z oddenků středomořské mořeny barvířské (Rubia tinctorum) se připravovalo živě červené barvivo známé jako turecká červeň. Dalším zdrojem žlutých, oranžových a červených barviv místně využívaných např. k barvení textilií slouží v Asii Rubia cordifolia a Morinda citrifolia, na Madagaskaru Danais ligustrifolia, v Africe Pauridiantha rubens, Psychotria psychotrioides, různé druhy Craterispermum, Bertiera spicata aj.
Tmavě modré barvivo z nedozrálých plodů Genipa americana je tradičně velmi populární mezi jihoamerickými indiány. Po nanesení na kůži je malba několik týdnů nesmyvatelná a slouží tak jako dočasné tetování. V Africe se obdobným způsobem nebo přímo k černému tetování využívají plody Adenorandia kalbreyeri, Psilanthus ebractiolatus, Rothmannia longiflora, Rothmannia whitfieldii a Cremaspora triflora.
Některé stromy této čeledi se v tropických zemích těží pro dřevo, např. v Asii Anthocephalus cadamba, Hymenodictyon orixense a Haldina cordifolia, v Austrálii Nauclea orientalis, v Africe Nauclea diderrichii, Mitragyna ledermannii. Z masivních plochých kořenových náběhů stromů rodu Chimarrhis vyrábějí jihoameričtí indiáni pádla.
Vonná silice z čínské Gardenia jasminoides se využívá v parfumerii. Šťáva z listů a mladých větévek Uncaria gambir obsahuje 37-56% tříslovin a používá se v jihovýchodní Asii k vydělávání usní a barvení látek na hnědo.

### Potraviny
Káva se získává z pěstovaných východoafrických druhů kávovníku Coffea arabica, C. robusta a C. canephora.
Mnohé druhy mořenovitých mají jedlé plody většinou jen místního významu. V tropické Americe je to Alibertia edulis, Genipa americana, Isertia coccinea, v Africe Sarcocephalus latifolius, Canthium lancifolium a C. longiflorum, Vangueria madagascariensis, Vangueria infausta, Rothmannia globosa a R. longiflora, v Asii a Austrálii Morinda citriodora, Anthocephalus cadamba a Nauclea orientalis.
Květy Gardenia jasminoides v Číně k aromatizování čajů a dužninou z plodů se v Číně a Japonsku obarvují potraviny na žluto. Asi polovina sklizené kůry jihoamerického chinovníku Cinchona pubescens jde na výrobu toniků a podobných nápojů.

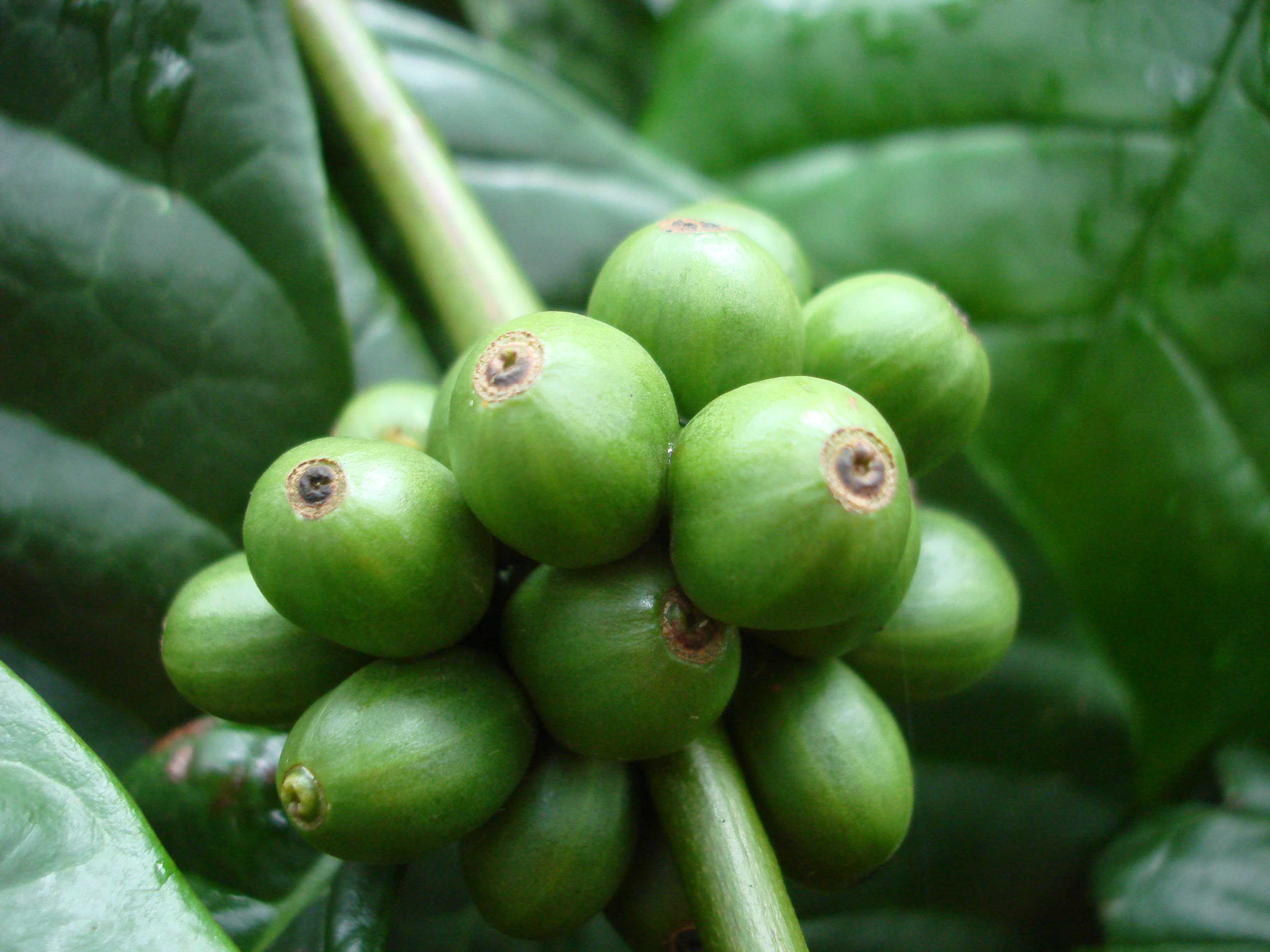
Nezralé plody kávovníku Coffea canephora
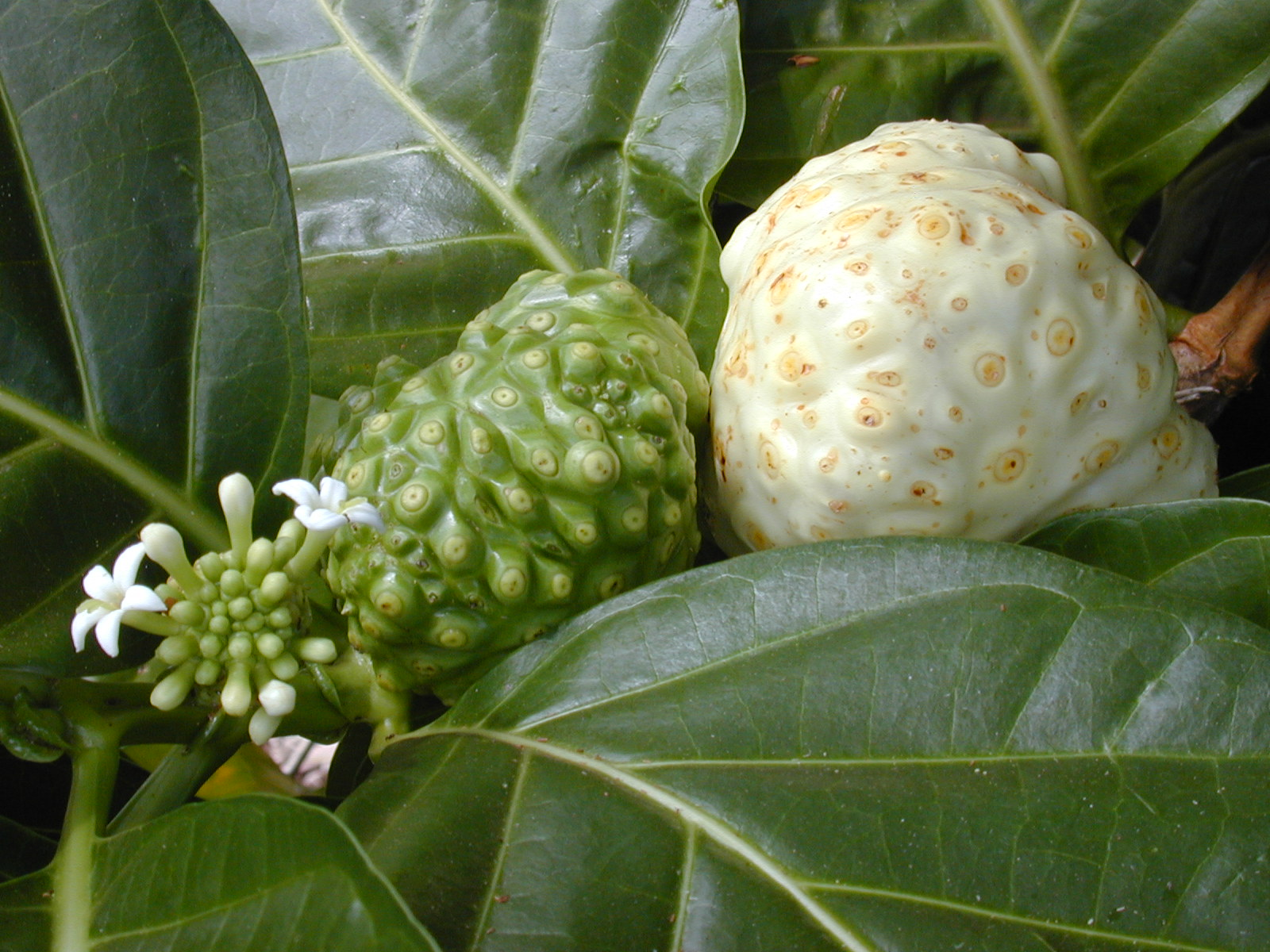
Květy a plody Morinda citrifolia
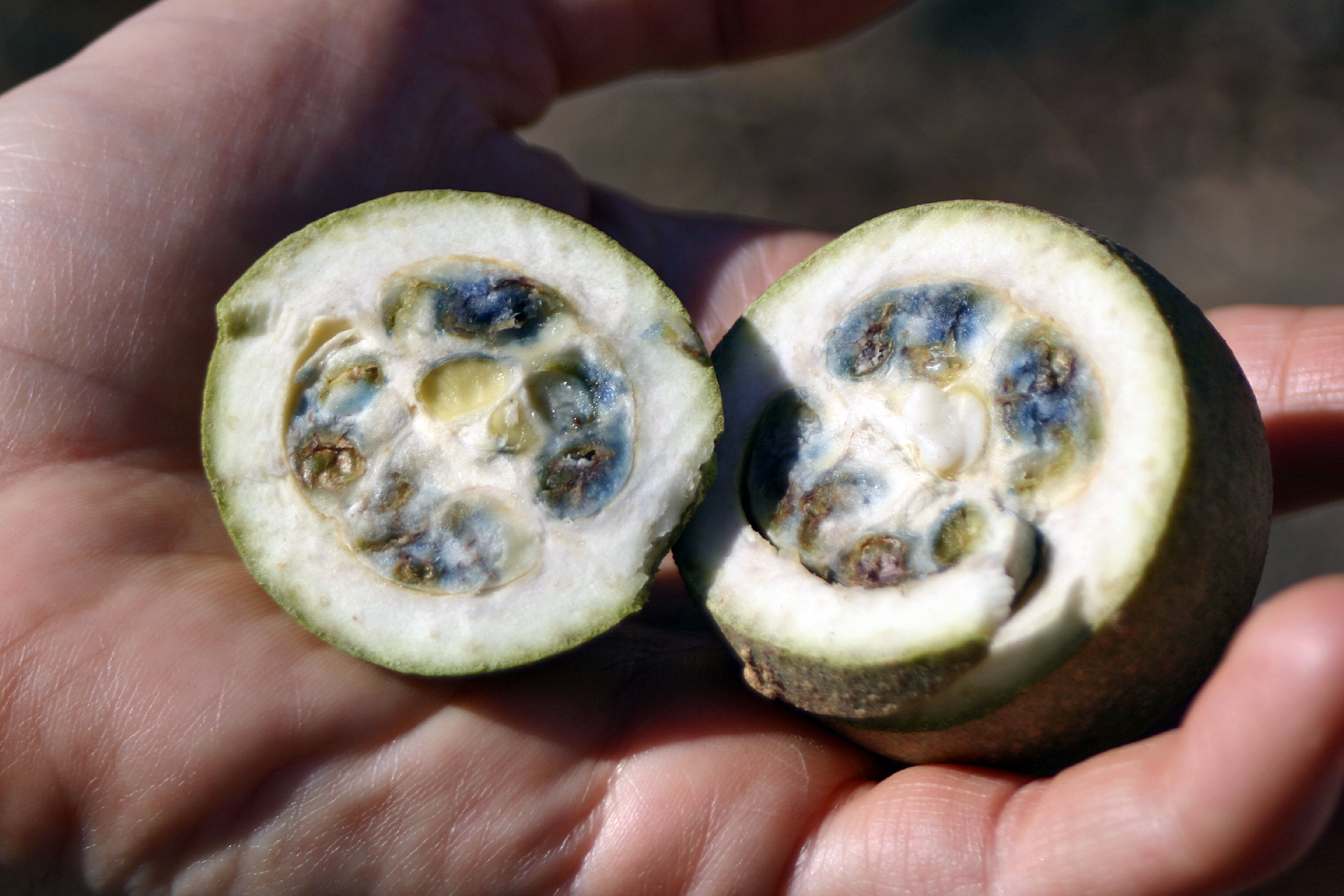
Nedozrálý plod Genipa americana
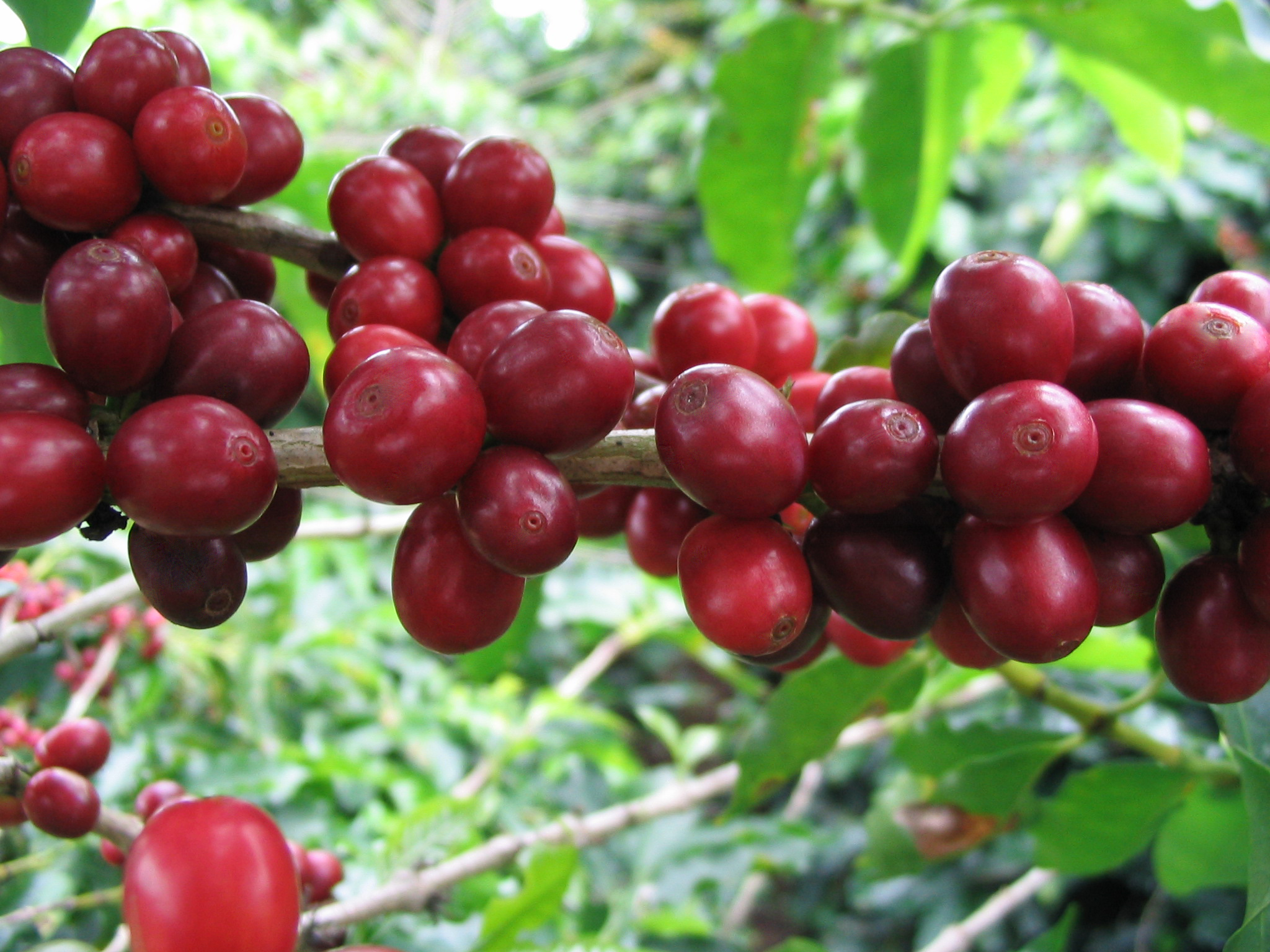
Dozrávající brazilská káva

### Okrasné rostliny
Mezi zahradní rostliny mořenovité příliš nepronikly, výjimkou je pěkná trvalka Phuopsis stylosa, pocházející z oblasti Kavkazu a východního Turecka. Jako okrasná dřevina se vzácně pěstuje hlavoš západní (Cephalanthus occidentalis), keř se zajímavými kulovitými květenstvími, pocházející ze Severní Ameriky.
Jako pokojové rostliny se pěstují zejména gardénie (Gardenia), korálovka andská (Nertera granadensis), kávovník arabský (Coffea arabica). Ve sklenících botanických zahrad se často pěstují různé nápadně kvetoucí druhy rodů Ixora, Pentas, Mussaenda aj.

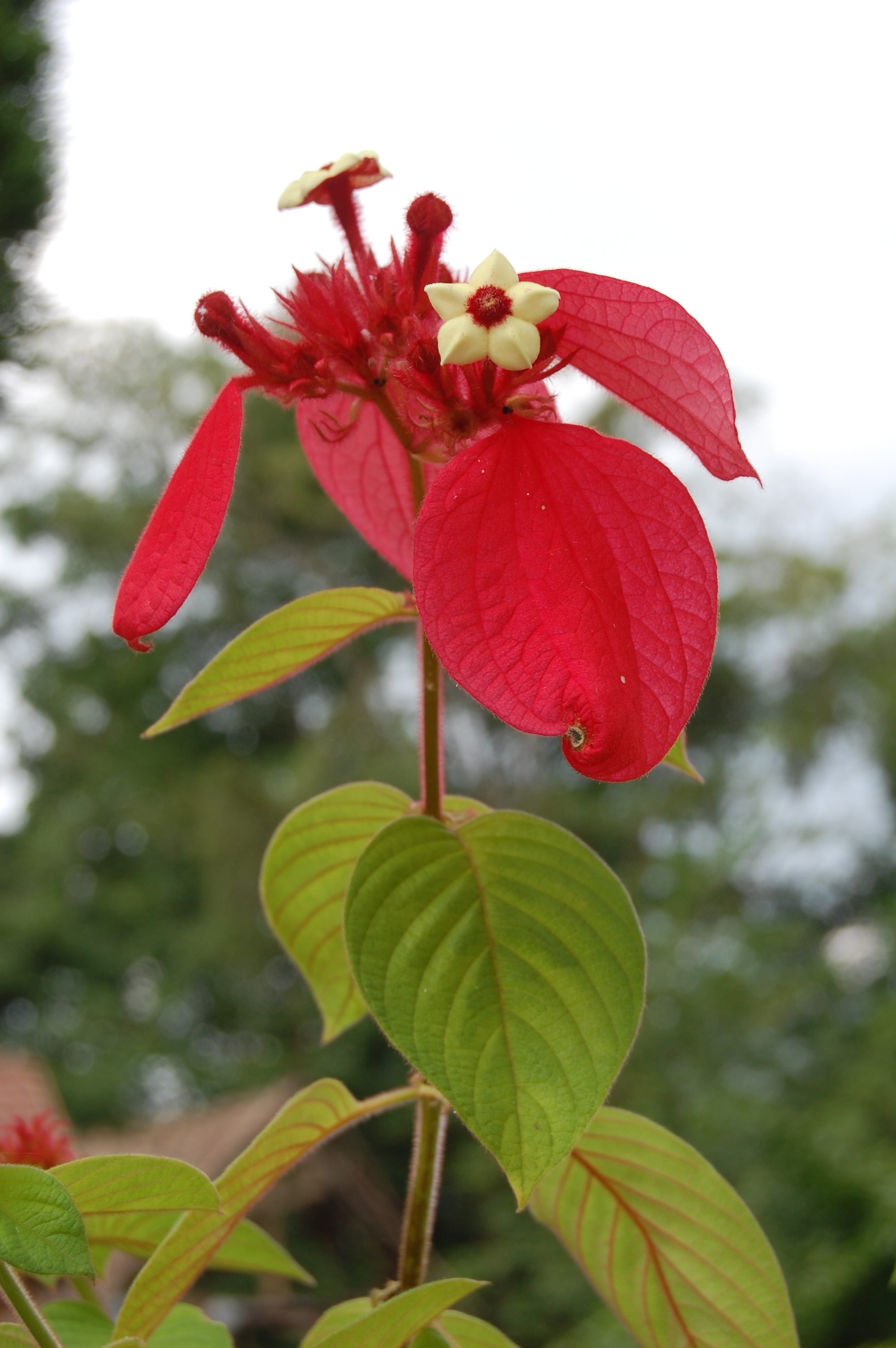
Kvetoucí Mussaenda erythrophylla
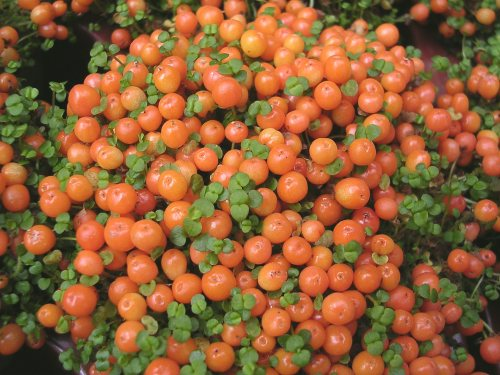
Detail bohatě plodící Nertera granadensis
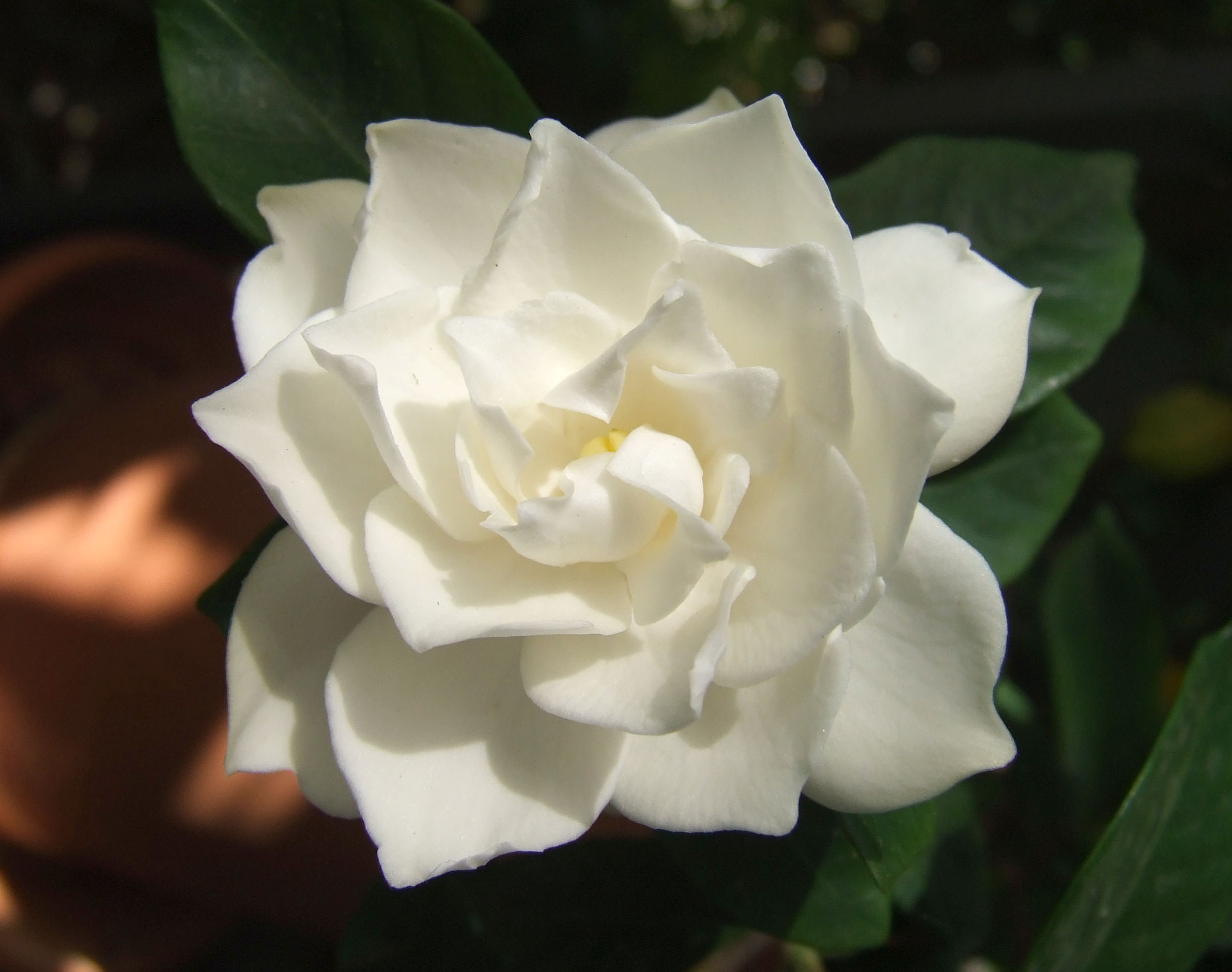
Květ Gardenia jasminoides
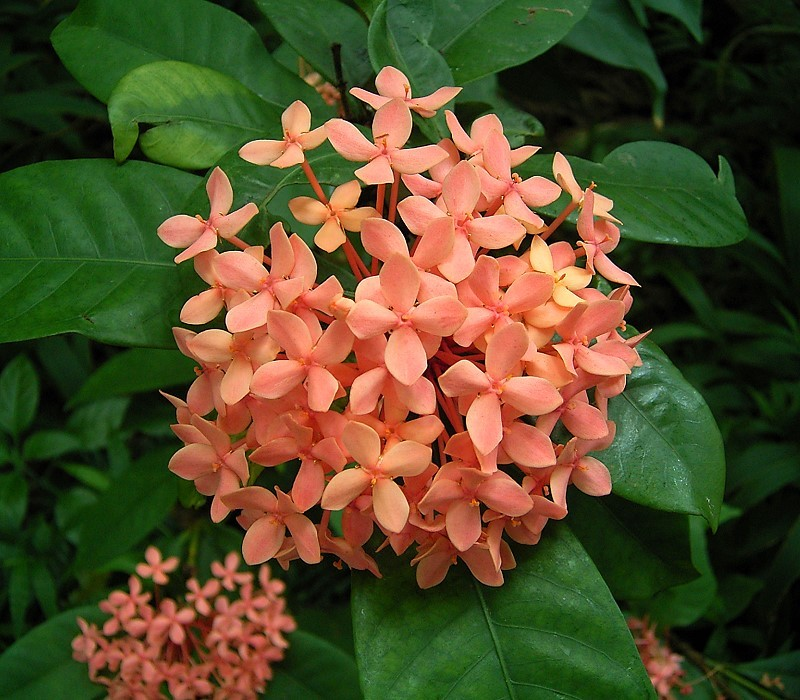
Kvetoucí Ixora coccinea
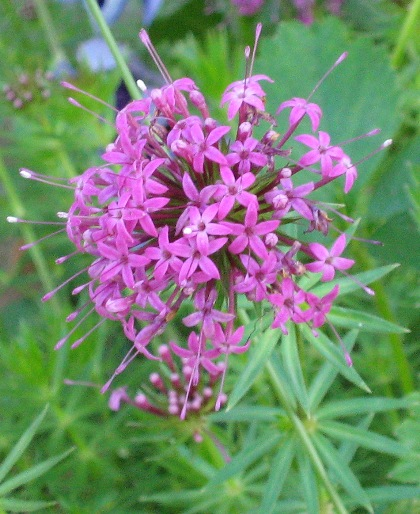
Phuopsis stylosa
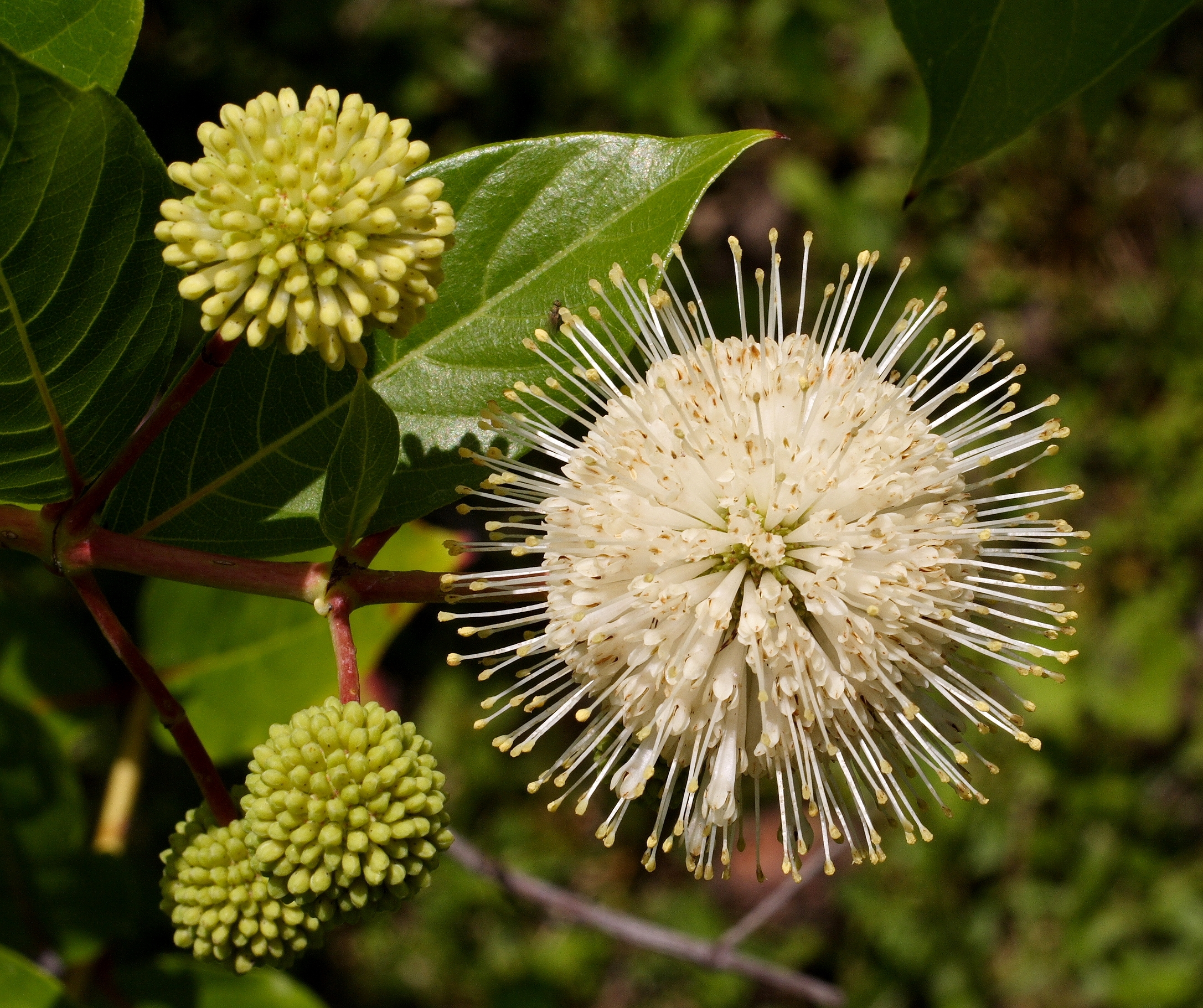
Kvetoucí hlavoš západní (Cephalanthus occidentalis)

## Přehled rodů
Acranthera,
Acrobotrys,
Acunaeanthus,
Adina,
Adinauclea,
Agathisanthemum,
Aidia,
Aidiopsis,
Airosperma,
Aitchisonia,
Alberta,
Aleisanthia,
Alibertia,
Allaeophania,
Alleizettella,
Allenanthus,
Alseis,
Amaioua,
Amaracarpus,
Amphiasma,
Amphidasya,
Ancylanthos,
Anomanthodia,
Antherostele,
Anthorrhiza,
Anthospermum,
Antirhea,
Aoranthe,
Aphaenandra,
Aphanocarpus,
Appunia,
Arachnothryx,
Arcytophyllum,
Argocoffeopsis,
Argostemma,
Ariadne,
Asemnantha,
Asperula,
Astiella,
Atractocarpus,
Atractogyne,
Augusta,
Aulacocalyx,
Badusa,
Balmea,
Bancalus,
Bathysa,
Batopedina,
Becheria,
Belonophora,
Benkara,
Benzonia,
Berghesia,
Bertiera,
Bikkia,
Blandibractea,
Blepharidium,
Bobea,
Boholia,
Borojoa,
Bothriospora,
Botryarrhena,
Bouvardia,
Brachytome,
Bradea,
Brenania,
Breonadia,
Breonia,
Burchellia,
Burttdavya,
Byrsophyllum,
Calanda,
Callipeltis,
Calochone,
Calycophyllum,
Calycosia,
Calycosiphonia,
Canephora,
Canthium,
Capirona,
Captaincookia,
Carpacoce,
Carphalea,
Carterella,
Casasia,
Catesbaea,
Catunaregam,
Cephalanthus,
Cephalodendron,
Ceratopyxis,
Ceriscoides,
Ceuthocarpus,
Chaetostachydium,
Chalepophyllum,
Chamaepentas,
Chapelieria,
Chassalia,
Chazaliella,
Chimarrhis,
Chiococca,
Chione,
Chomelia,
Choulettia,
Cigarrilla,
Cinchona,
Cladoceras,
Clarkella,
Coccochondra,
Coccocypselum,
Coddia,
Coelopyrena,
Coelospermum,
Coffea,
Coleactina,
Colletoecema,
Commitheca,
Condaminea,
Conostomium,
Coprosma,
Coptophyllum,
Coptosapelta,
Corynanthe,
Coryphothamnus,
Cosmibuena,
Cosmocalyx,
Coussarea,
Coutaportla,
Coutarea,
Cowiea,
Craterispermum,
Cremaspora,
Cremocarpon,
Crobylanthe,
Crocyllis,
Crossopteryx,
Crucianella,
Cruciata,
Cruckshanksia,
Crusea,
Cuatrecasasiodendron,
Cubanola,
Cuviera,
Cyclophyllum,
Damnacanthus,
Danais,
Deccania,
Declieuxia,
Dendrosipanea,
Dentella,
Deppea,
Diacrodon,
Dialypetalanthus,
Dibrachionostylus,
Dichilanthe,
Dictyandra,
Didymaea,
Didymochlamys,
Didymoecium,
Didymopogon,
Didymosalpinx,
Diodia,
Dioecrescis,
Dioicodendron,
Diplospora,
Discospermum,
Diyaminauclea,
Dolichodelphys,
Dolicholobium,
Dolichometra,
Doricera,
Duidania,
Dunnia,
Duperrea,
Duroia,
Durringtonia,
Ecpoma,
Eizia,
Elaeagia,
Eleuthranthes,
Emmenopterys,
Emmeorhiza,
Eosanthe,
Eriosemopsis,
Erithalis,
Ernodea,
Etericius,
Euclinia,
Exostema,
Fadogia,
Fadogiella,
Fagerlindia,
Faramea,
Ferdinandusa,
Feretia,
Fergusonia,
Fernelia,
Flagenium,
Flexanthera,
Gaertnera,
Galiniera,
Galium,
Gallienia,
Galopina,
Gardenia,
Gardeniopsis,
Genipa,
Gentingia,
Geophila,
Gilipus,
Gillespiea,
Gleasonia,
Glionnetia,
Glossostipula,
Gomphocalyx,
Gonzalagunia,
Gouldia,
Greenea,
Greeniopsis,
Guettarda,
Gynochthodes,
Gynopachis,
Gyrostipula,
Habroneuron,
Haldina,
Hallea,
Hamelia,
Hayataella,
Hedstromia,
Hedyotis,
Hedythyrsus,
Heinsenia,
Heinsia,
Hekistocarpa,
Henlea,
Henriquezia,
Heterophyllaea,
Hillia,
Himalrandia,
Hindsia,
Hintonia,
Hippotis,
Hodgkinsonia,
Hoffmannia,
Holstianthus,
Homollea,
Homolliella,
Hondbessen,
Houstonia,
Hutchinsonia,
Hydnophytum,
Hydrophylax,
Hymenocnemis,
Hymenocoleus,
Hymenodictyon,
Hyperacanthus,
Hypobathrum,
Hyptianthera,
Indopolysolenia,
Isertia,
Isidorea,
Ixora,
Jackiopsis,
Janotia,
Jaubertia,
Javorkaea,
Joosia,
Jovetia,
Kailarsenia,
Kajewskiella,
Keenania,
Keetia,
Kelloggia,
Kerianthera,
Khasiaclunea,
Klossia,
Knoxia,
Kochummenia,
Kohautia,
Kraussia,
Kutchubaea,
Ladenbergia,
Lagynias,
Lamprothamnus,
Lasianthus,
Lathraeocarpa,
Lecananthus,
Lecariocalyx,
Lelya,
Lemyrea,
Lepidostoma,
Leptactina,
Leptodermis,
Leptomischus,
Leptoscela,
Leptostigma,
Leptunis,
Lerchea,
Leroya,
Leucocodon,
Leucolophus,
Limnosipanea,
Lindenia,
Litosanthes,
Lucinaea,
Luculia,
Lucya,
Ludekia,
Macbrideina,
Machaonia,
Macrocnemum,
Macrosphyra,
Maguireocharis,
Maguireothamnus,
Malanea,
Manettia,
Manostachya,
Mantalania,
Margaritopsis,
Maschalocorymbus,
Maschalodesme,
Massularia,
Mastixiodendron,
Mazaea,
Melanopsidium,
Menestoria,
Mericarpaea,
Merumea,
Metadina,
Meyna,
Micrasepalum,
Microphysa,
Mitchella,
Mitracarpus,
Mitragyna,
Mitrasacmopsis,
Mitriostigma,
Molopanthera,
Monosalpinx,
Montamans,
Morelia,
Morierina,
Morinda,
Morindopsis,
Motleyia,
Mouretia,
Multidentia,
Mussaenda,
Mussaendopsis,
Mycetia,
Myonima,
Myrioneuron,
Myrmecodia,
Myrmeconauclea,
Myrmephytum,
Nargedia,
Nauclea,
Neanotis,
Neblinathamnus,
Nematostylis,
Nenax,
Neobertiera,
Neoblakea,
Neobreonia,
Neofranciella,
Neogaillonia,
Neohymenopogon,
Neolamarckia,
Neolaugeria,
Neoleroya,
Neonauclea,
Neopentanisia,
Nernstia,
Nertera,
Nesohedyotis,
Neurocalyx,
Nichallea,
Nodocarpaea,
Normandia,
Nostolachma,
Ochreinauclea,
Octotropis,
Oldenlandia,
Oldenlandiopsis,
Oligocodon,
Omiltemia,
Opercularia,
Ophiorrhiza,
Ophryococcus,
Oregandra,
Osa,
Otiophora,
Otocalyx,
Otomeria,
Ottoschmidtia,
Oxyanthus,
Oxyceros,
Pachystigma,
Pachystylus,
Paederia,
Pagamea,
Pagameopsis,
Palicourea,
Pamplethantha,
Paracephaelis,
Parachimarrhis,
Paracorynanthe,
Paragenipa,
Paraknoxia,
Parapentas,
Paratriaina,
Pauridiantha,
Pausinystalia,
Pavetta,
Payera,
Pelagodendron,
Pentagonia,
Pentaloncha,
Pentanisia,
Pentanopsis,
Pentas,
Pentodon,
Peponidium,
Perakanthus,
Perama,
Peratanthe,
Peripeplus,
Pertusadina,
Petitiocodon,
Phellocalyx,
Phialanthus,
Phitopis,
Phuopsis,
Phyllacanthus,
Phyllis,
Phyllocrater,
Phyllomelia,
Phylohydrax,
Picardaea,
Pimentelia,
Pinarophyllon,
Pinckneya,
Pittoniotis,
Placocarpa,
Placopoda,
Platycarpum,
Plectroniella,
Pleiocarpidia,
Pleiocoryne,
Pleiocraterium,
Plocama,
Plocaniophyllon,
Poecilocalyx,
Pogonolobus,
Pogonopus,
Polysphaeria,
Polyura,
Pomax,
Porterandia,
Portlandia,
Posoqueria,
Pouchetia,
Praravinia,
Pravinaria,
Preussiodora,
Prismatomeris,
Proscephaleium,
Psathura,
Pseudaidia,
Pseudogaillonia,
Pseudogardenia,
Pseudohamelia,
Pseudomantalania,
Pseudomussaenda,
Pseudonesohedyotis,
Pseudopyxis,
Pseudosabicea,
Psilanthus,
Psychotria,
Psydrax,
Psyllocarpus,
Pteridocalyx,
Pterogaillonia,
Pubistylus,
Putoria,
Pygmaeothamnus,
Pyragra,
Pyrostria,
Ramosmania,
Randia,
Raritebe,
Ravnia,
Readea,
Relbunium,
Remijia,
Rennellia,
Retiniphyllum,
Rhachicallis,
Rhadinopus,
Rhaphidura,
Rhipidantha,
Rhopalobrachium,
Richardia,
Riqueuria,
Robynsia,
Rogiera,
Roigella,
Rondeletia,
Rothmannia,
Rubia,
Rudgea,
Rustia,
Rutidea,
Rytigynia,
Sabicea,
Sacosperma,
Saldinia,
Salzmannia,
Saprosma,
Sarcocephalus,
Sarcopygme,
Schachtia,
Schismatoclada,
Schizenterospermum,
Schizocalyx,
Schizocolea,
Schizostigma,
Schmidtottia,
Schradera,
Schumanniophyton,
Schwendenera,
Scolosanthus,
Scyphiphora,
Scyphochlamys,
Scyphostachys,
Sericanthe,
Serissa,
Shaferocharis,
Sherardia,
Sherbournia,
Siderobombyx,
Siemensia,
Simira,
Sinoadina,
Sipanea,
Sipaneopsis,
Siphonandrium,
Sommera,
Spathichlamys,
Spermacoce,
Spermadictyon,
Sphinctanthus,
Spiradiclis,
Squamellaria,
Stachyarrhena,
Stachyococcus,
Staelia,
Standleya,
Steenisia,
Stelechantha,
Stephanococcus,
Stevensia,
Steyermarkia,
Stichianthus,
Stilpnophyllum,
Stipularia,
Stomandra,
Streblosa,
Streblosiopsis,
Striolaria,
Strumpfia,
Stylosiphonia,
Suberanthus,
Sukunia,
Sulitia,
Synaptantha,
Syringantha,
Tamilnadia,
Tammsia,
Tapiphyllum,
Tarenna,
Tarennoidea,
Temnocalyx,
Temnopteryx,
Tennantia,
Thecorchus,
Theligonum,
Thogsennia,
Thyridocalyx,
Timonius,
Tobagoa,
Tocoyena,
Tortuella,
Trailliaedoxa,
Tresanthera,
Triainolepis,
Tricalysia,
Trichostachys,
Trukia,
Tsiangia,
Ucriana,
Uncaria,
Urophyllum,
Valantia,
Vangueria,
Vangueriella,
Vangueriopsis,
Versteegia,
Villaria,
Virectaria,
Warszewiczia,
Webera,
Wendlandia,
Wernhamia,
Wiasemskya,
Wittmackanthus,
Xanthophytum,
Xantonnea,
Xantonneopsis,
Yutajea,
Zuccarinia